# Шафибейли (Зангеланский район)
Шафибейли (азерб. Şəfibəyli) — село в одноименно административно-территориальном округе Зангеланского района Азербайджана.

## География
Село находится на берегу Баситчая.

## История
По данным местных жителей, населённый пункт был основан семьями, прибывшими из Южного Азербайджана. Название села происходит от имени собственного «Шафибей». 
.
В годы Российской империи село входило в состав Карягинского уезда Елизаветпольской губернии. В ходе Первой карабахской войны, в 1993 году село было занято армянскими вооружёнными силами, и до 2020 года находилось под контролем непризнанной НКР.
4 ноября 2020 года, в ходе Второй карабахской войны, президент Азербайджана объявил об освобождении села Шафибейли вооружёнными силами Азербайджана.